# Bettino Ricasoli
Bettino Ricasoli, italijanski politik, * 29. marec 1809, Firence, † 23. oktober 1880, Brolio.
Ricasoli je bil minister za notranje zadeve Italije (1861-1862), predsednik vlade Italije (1861-1862 in 1866-1867) in minister za zunanje zadeve Italije (1861-1862).